# Chaetops aurantius
Chaetops aurantius е вид птица от семейство Chaetopidae. Видът е незастрашен от изчезване.

## Разпространение
Разпространен е в Лесото и Южна Африка.